# Mynhardt Kauanivi
Mynhardt Kauanivi, von World Athletics als Mynhardt Kawanivi geführt (* 3. März 1984 in Okahandja, Südwestafrika), ist ein ehemaliger namibischer Marathonläufer.
2013 wurde Kauanivi namibischer Meister über die 3000 und 5000 Meter. Ein Jahr später gewann er den Rössing-Marathon.
Er nahm an den Olympischen Sommerspielen 2016 in Rio de Janeiro im Marathon teil. Mit einer Laufzeit von 2:20:45 h lief Kauanivi auf den 70. Rang.
2019 beendete Kauanivi seine Karriere.

## Persönliche Bestzeiten
- 5000 Meter: 14:33,37 min, 2. Juni 2013, Gaborone
- 10.000 Meter: 29:47,70 min, 1. Juni 2013, Gaborone
- Marathon: 2:18:25 h, 20. September 2015, Kapstadt